# Daniel Williams (Politiker, 1795)
Daniel Williams (* 12. November 1795 in Augusta; † 1870) war ein US-amerikanischer Politiker, der 1840 Maine State Treasurer war.

## Leben
Daniel Williams wurde 1795 als Sohn von Seth Williams und Zilpha Ingraham geboren.
Williams studierte Rechtswissenschaften bei seinem Bruder Reuel Williams und arbeitete gemeinsam mit seinem Bruder mehrere Jahre als Anwalt. Als Mitglied der Demokratischen Partei war er von 1828 bis 1832 Selectman in Augusta, 1831 Abgeordneter im Repräsentantenhaus von Maine und 1840 Maine State Treasurer. 1868 wurde er zum Major von Augusta gewählt. Auch war er von 1848 bis 1855 Richter am Nachlassgericht des Kennebec Countys. Er gehörte zu den Unterstützern des Baus des Edwards Damms und verlor dabei seinen Besitz.
Daniel Williams heiratete in erster Ehe Mary Sawtelle. Mit ihr hatte er vier Kinder. Sie starb 1827. In zweiter Ehe heiratete er 1832 Hannah Bridge, mit der er eine weitere Tochter hatte.